# 總持寺 (足立区)
總持寺（そうじじ）は、東京都足立区西新井一丁目にある真言宗豊山派の寺で、西新井大師（にしあらいだいし）の通称で広く知られる。山号を五智山と称し、寺名は詳しくは五智山遍照院總持寺（ごちさん へんじょういん そうじじ）と称する。古くから「関東の高野山」とも呼ばれる。毎月21日には縁日が開かれている。
新四国四箇領八十八箇所霊場第1番札所。

## 沿革
空海（弘法大師）が関東巡錫の途中、西新井を通った際に、本尊である観音菩薩の霊託を聞き、本尊の十一面観音を彫り天長3年（826年）に寺院を建立したことに始まるとされる。
江戸時代中期に建立された本堂は、昭和41年（1966年）火災により焼亡したが本尊は難を逃れた。本堂は昭和46年（1971年）に再建され現在に至っている。
川崎大師などと共に「関東三大師」の一つに数えられ、毎年の正月には初詣の参拝客で賑わう。
境内には弘法大師によってもたらされたとされる加持水の井戸がある。この井戸が本堂の西側に所在することが当地の地名である西新井の名の由来とされている。中野区にある新井薬師と同じ真言宗豊山派の寺院。

## 堂宇など
- 大本堂 - 前述のとおり昭和46年再建。堂内には十一面観音（秘仏）・空海自刻と伝える弘法大師像（秘仏）の他、四天王像・阿弥陀三尊像（旧三匝堂安置）を祀っており、護摩祈祷が毎日[7]行われている。また、毎年10月の第一土曜日には、北斎会として、紙本着色弘法大師修法図が公開される。縦150センチ、横240センチの大作で、現存する葛飾北斎の最大級の肉筆画であり、弘法大師空海が祈祷をしている様子が描かれている[8]。
- 三匝堂（さんそうどう） - 明治17年建立。足立区指定文化財。都内に残る唯一の栄螺堂である。古くは登ることができた[9]が現在は内部非公開。
- 山門 - 江戸後期の建立。両脇に金剛力士像を祀る。足立区指定文化財[5]。
- 奥の院 - 高野山奥の院を江戸後期に勧請したもので弘法大師を祀る。
- 塩地蔵 - 山門左手に安置されている地蔵。全身に塩をかぶっており、その塩をイボにつけると取れるという霊験がある。返礼として頂いた倍量の塩を納める[6]。

この他、露仏の湯殿山大日如来坐像、十三重宝塔、水子地蔵、六角観音堂、光明殿（大師前駅に隣接する儀式用の堂宇）などがある。

## ギャラリー

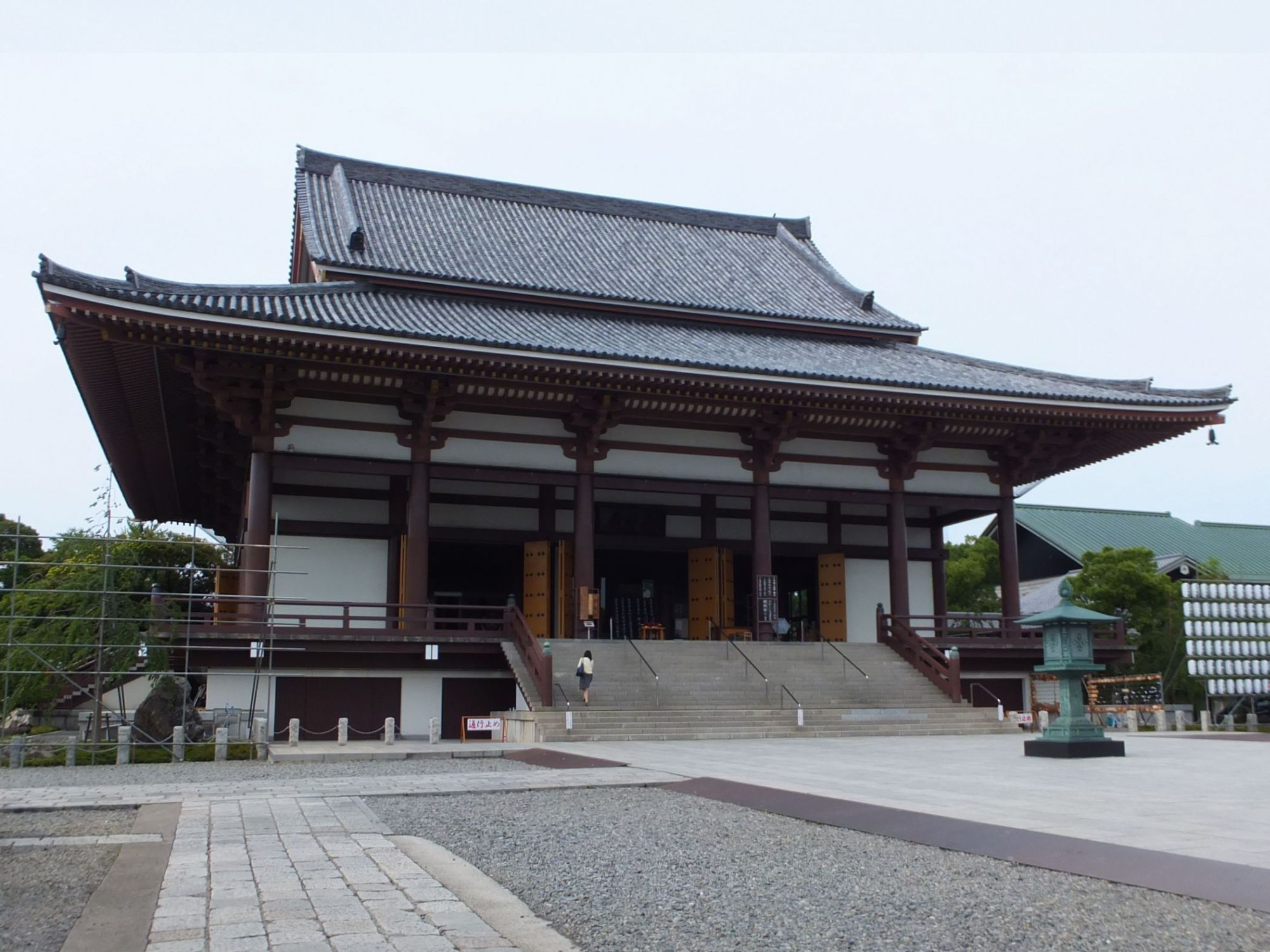
大本堂
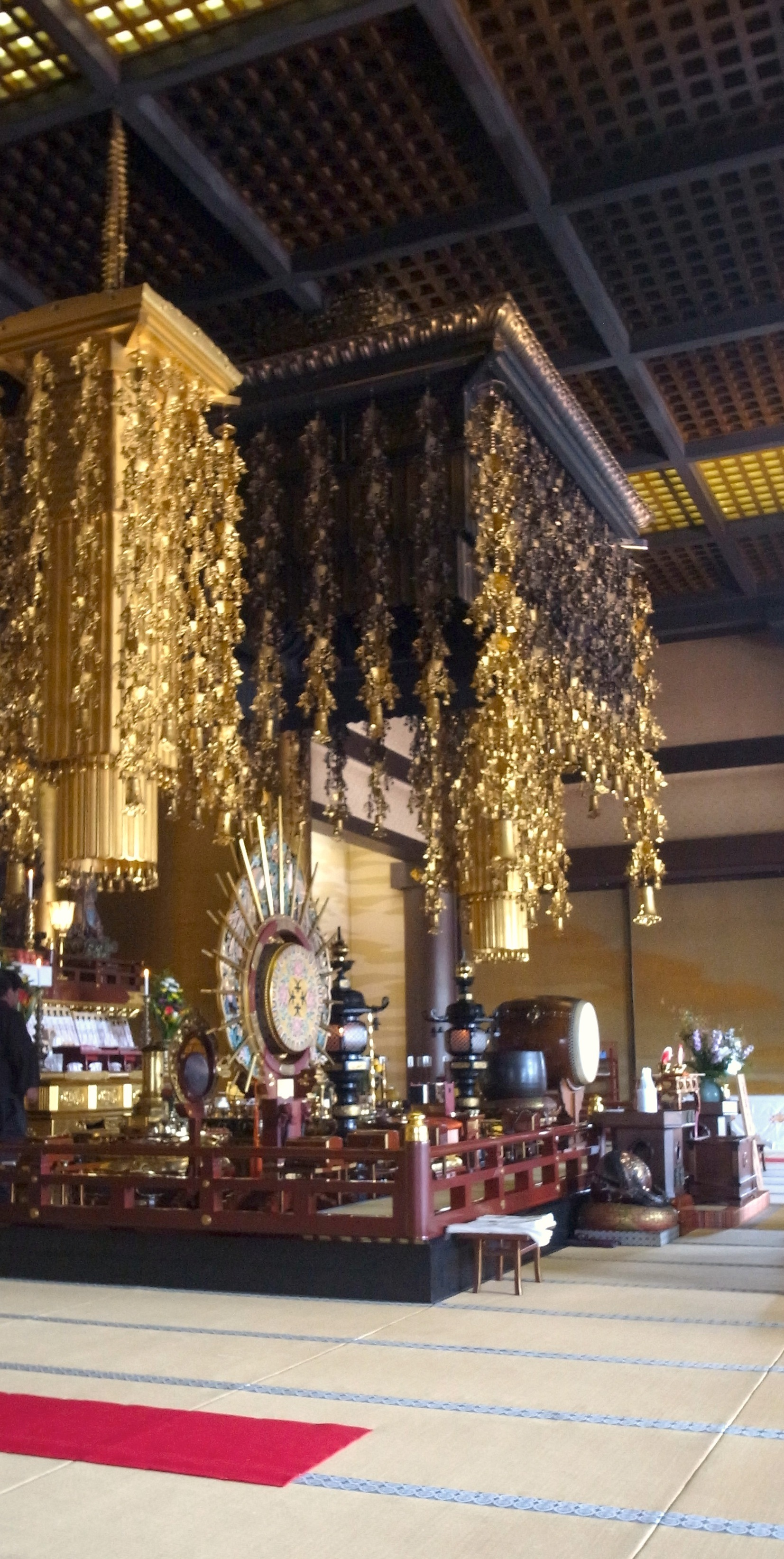
大本堂内部
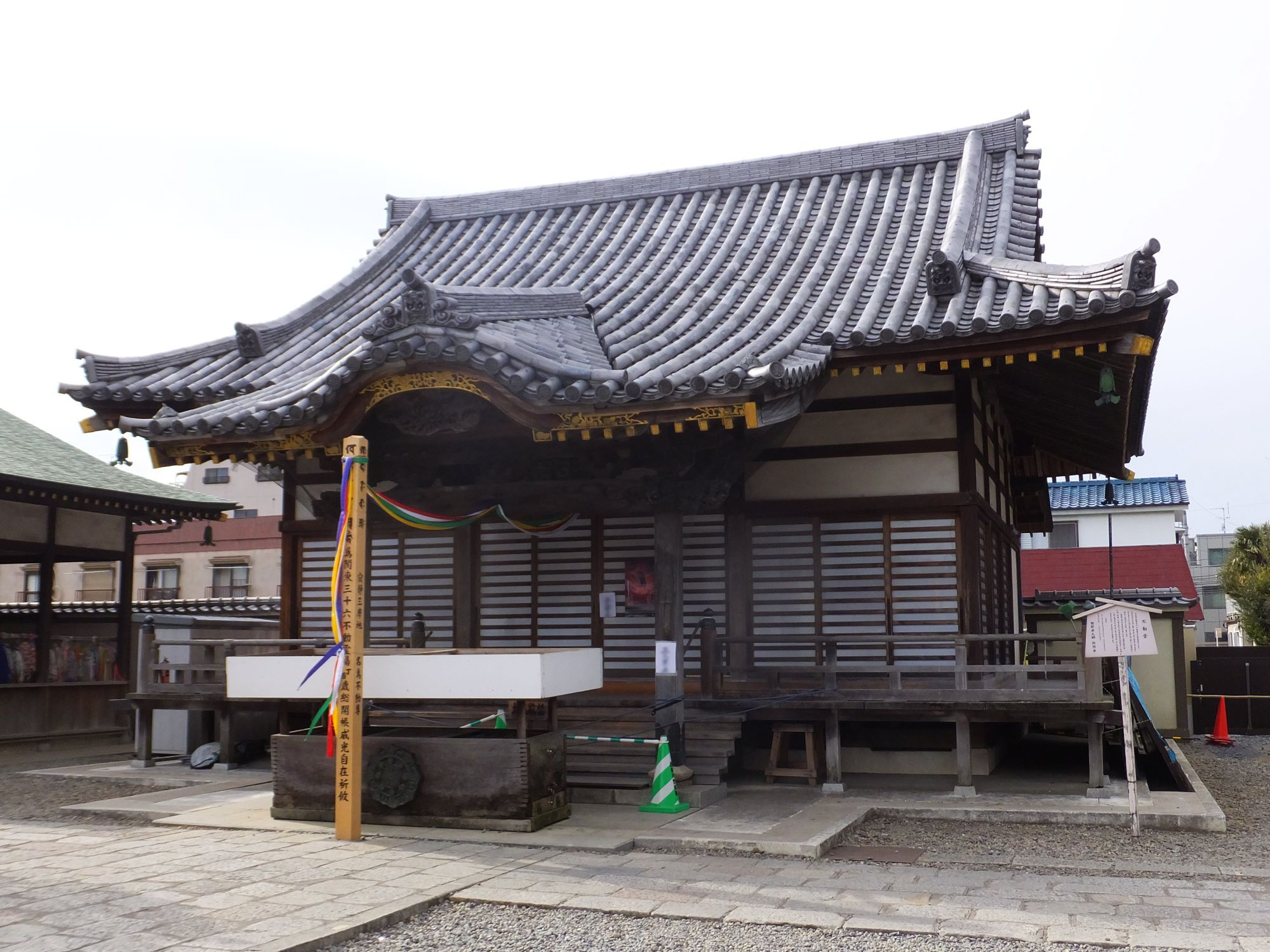
不動堂
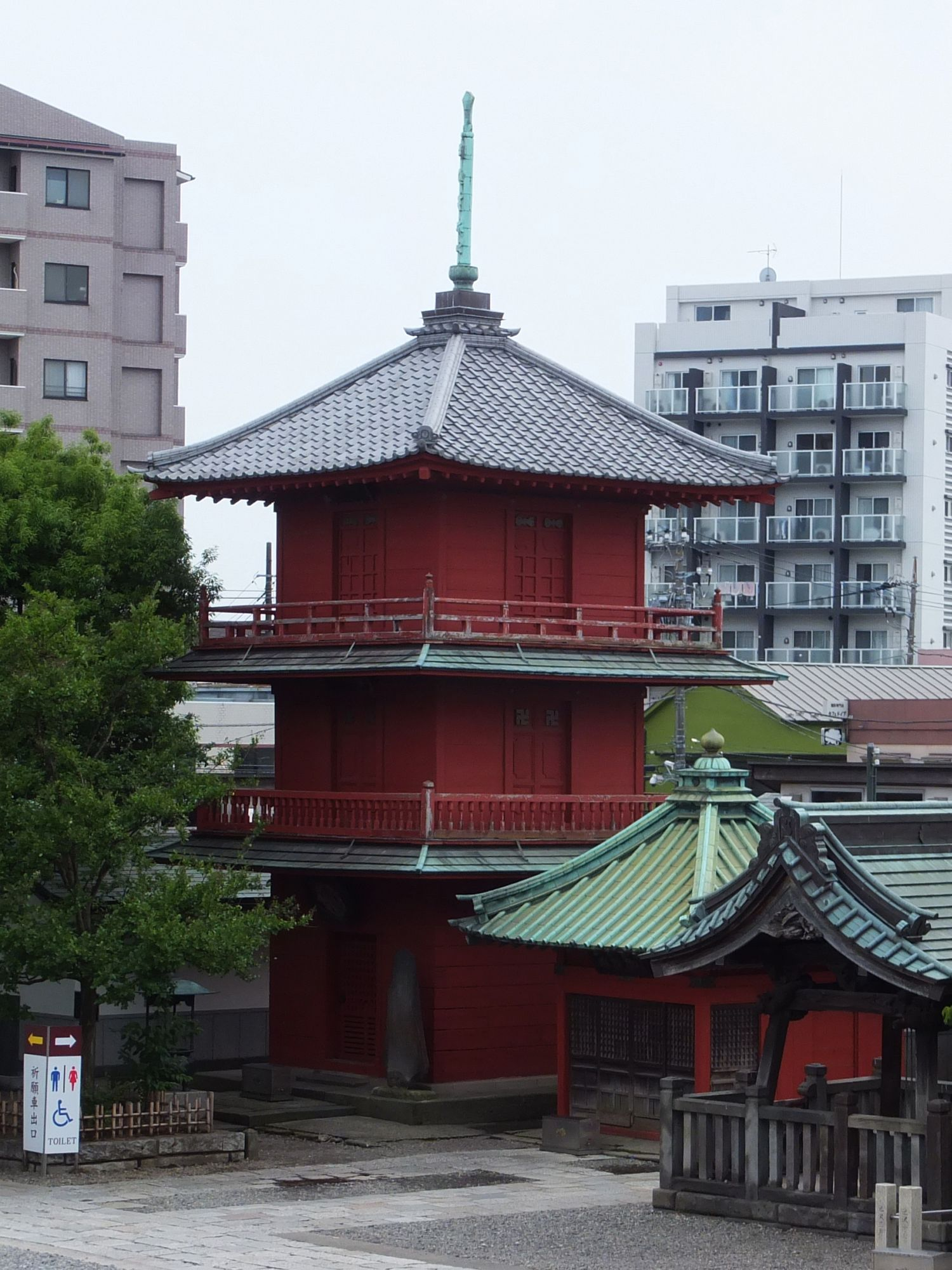
三匝堂
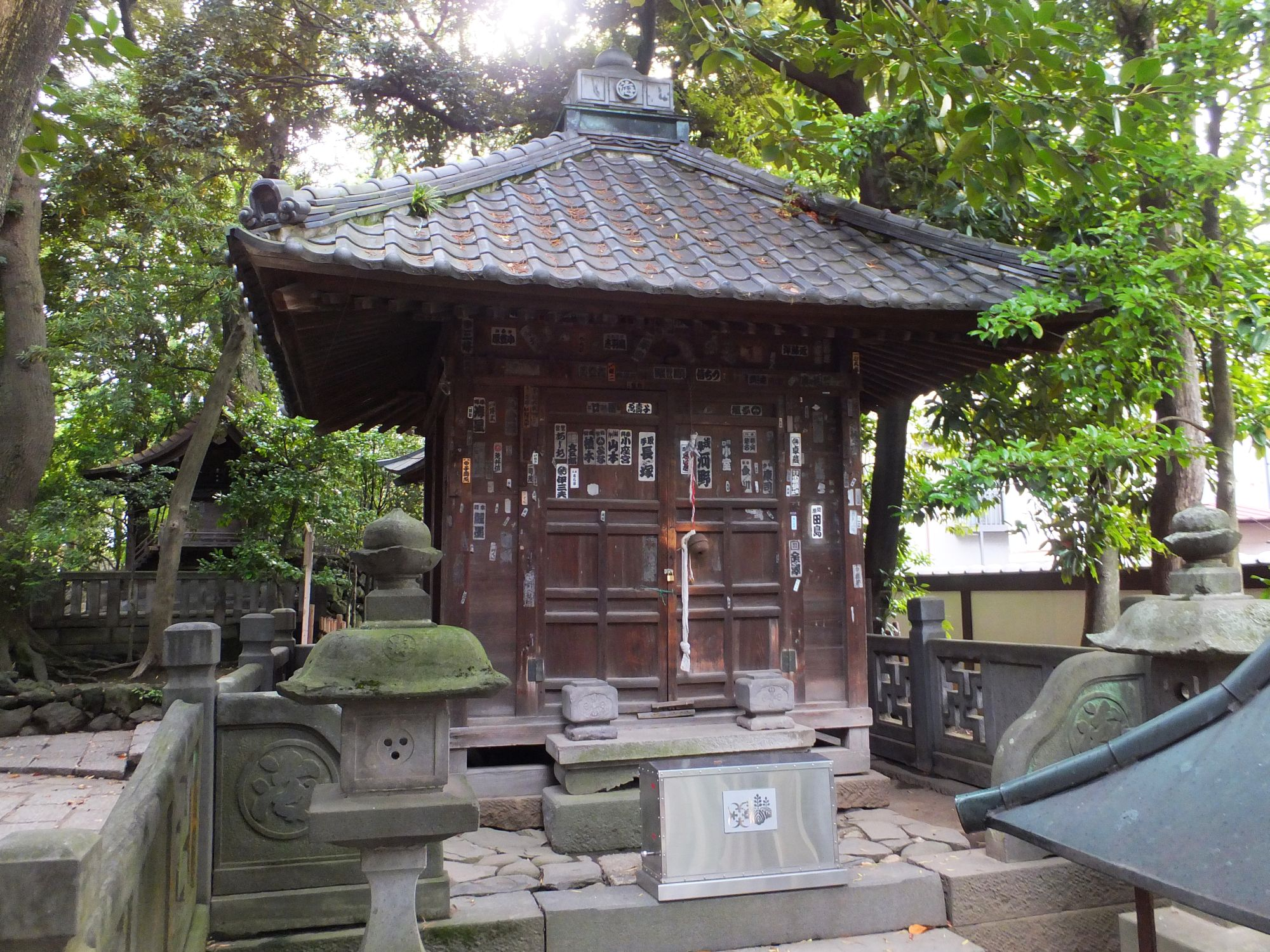
奥の院
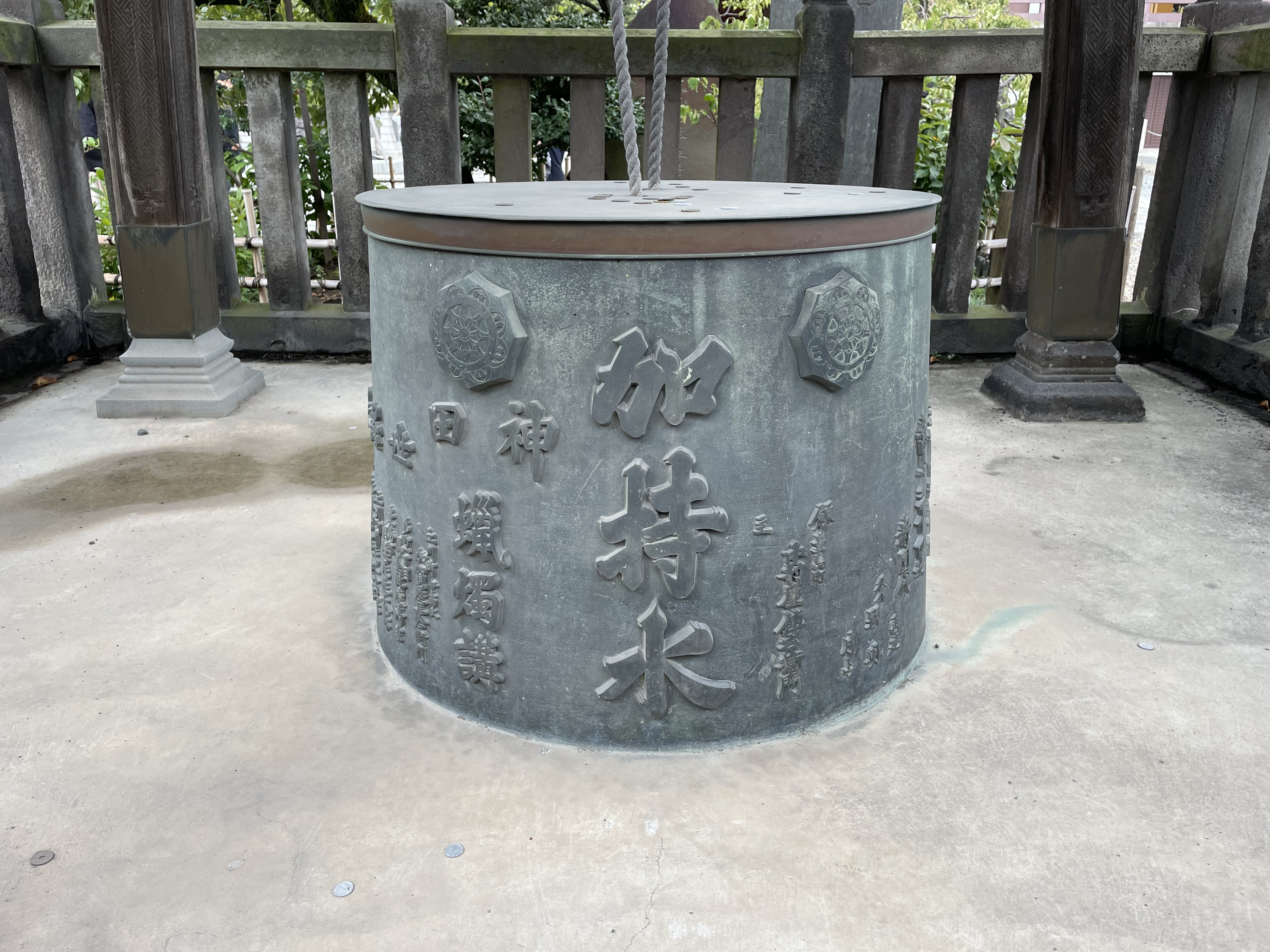
加持水の井戸
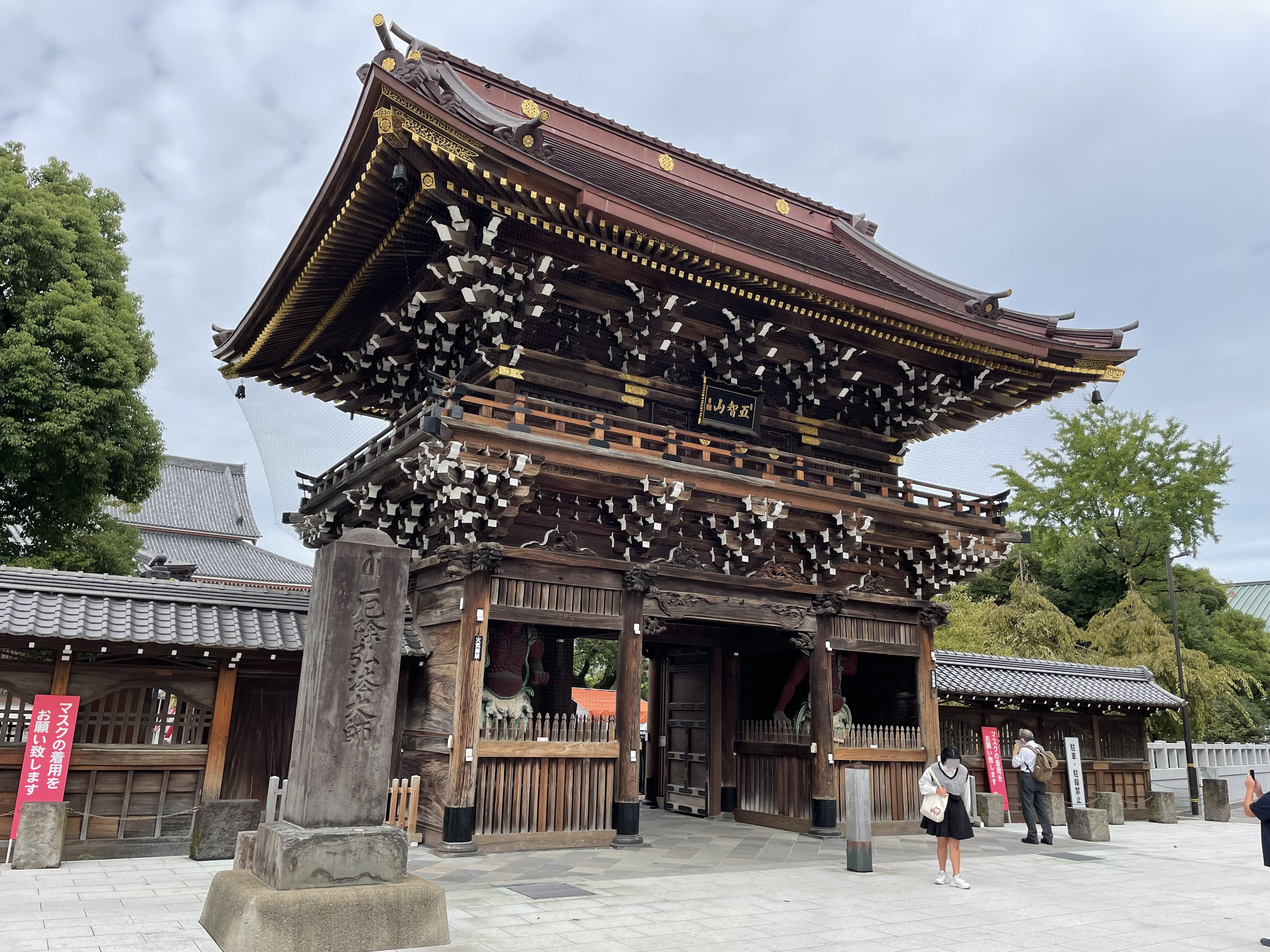
山門
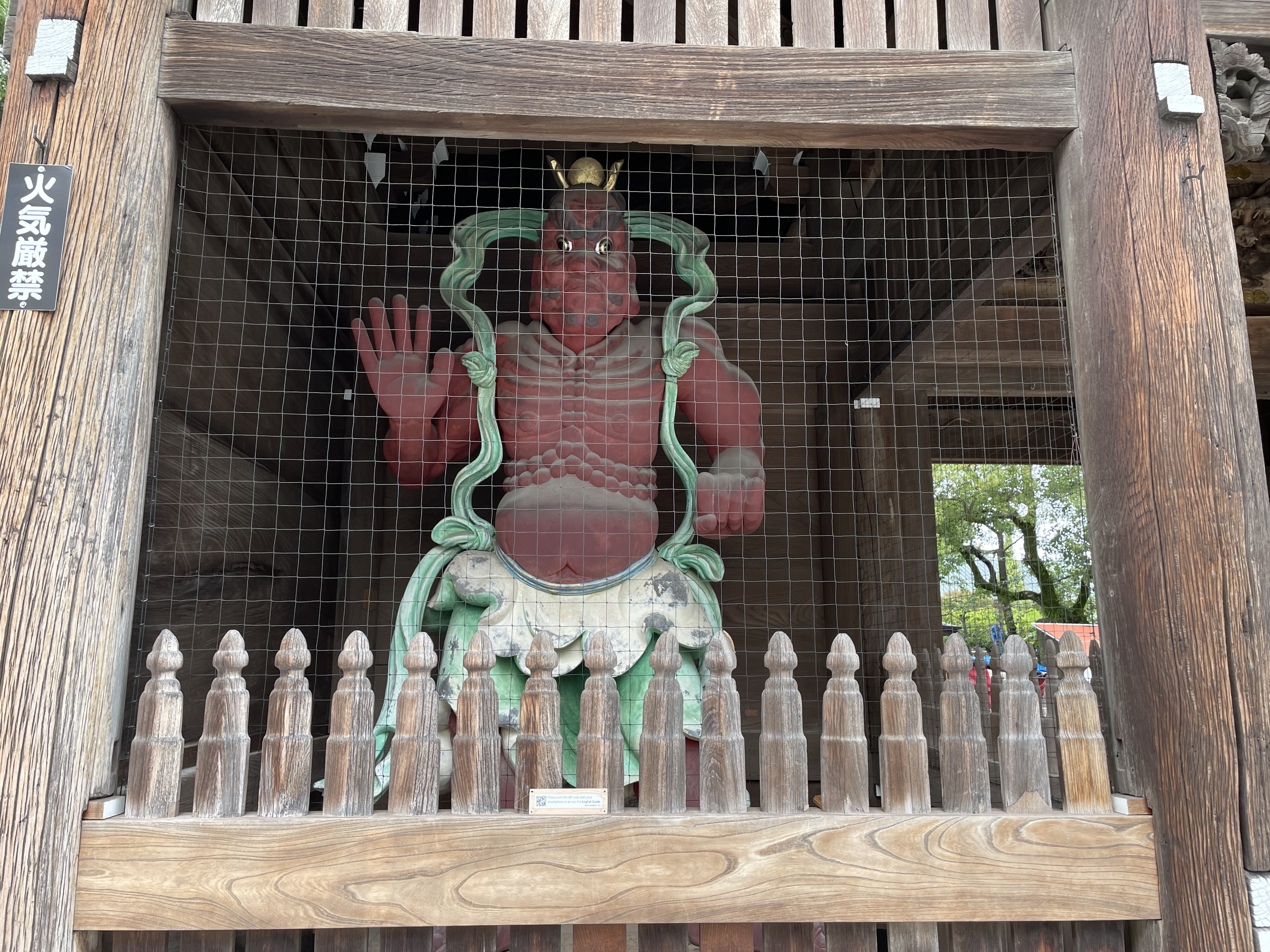
金剛力士（山門）
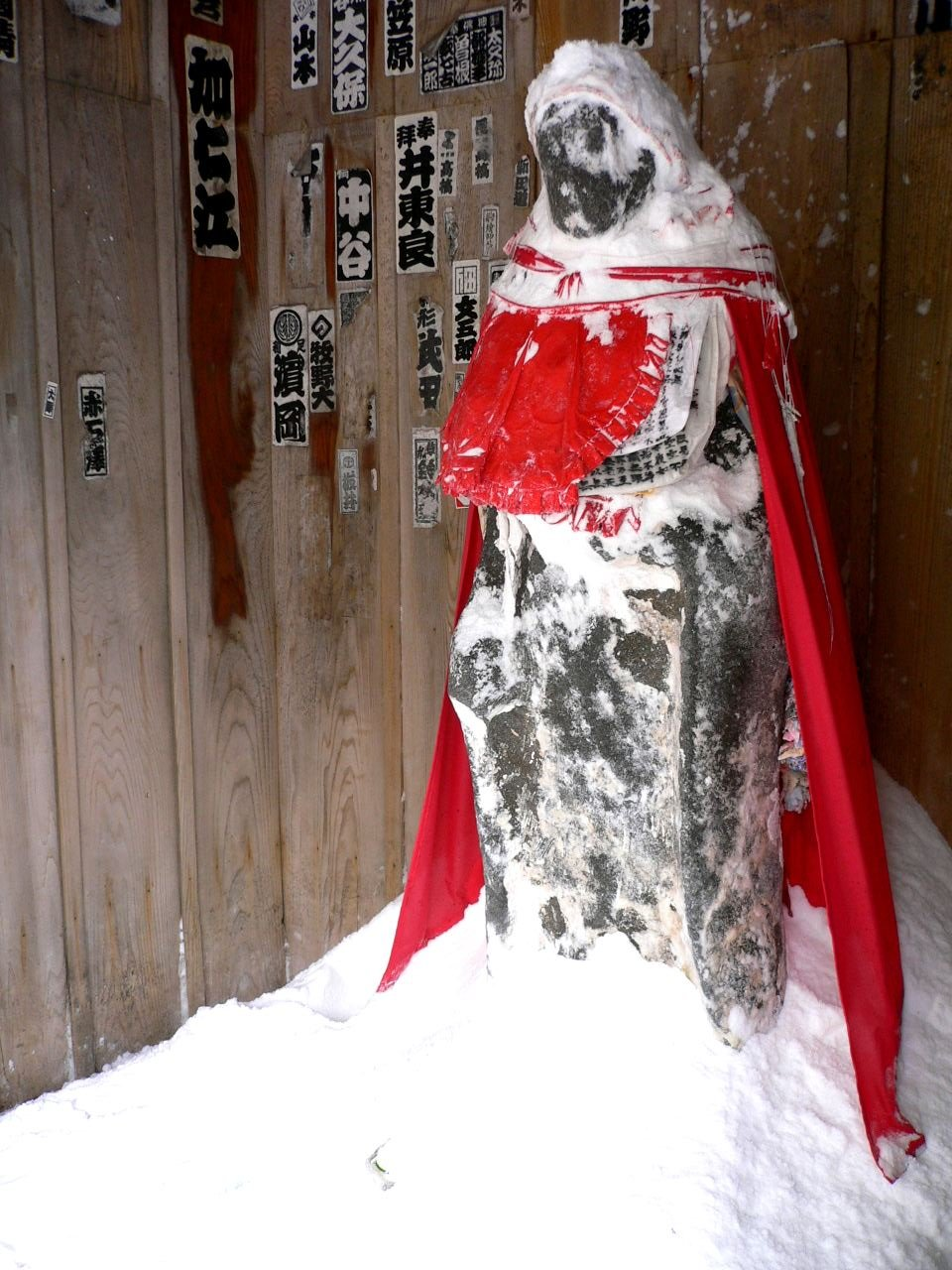
塩地蔵　功徳あれば塩を倍返しする風習がある
- さまざまな景色
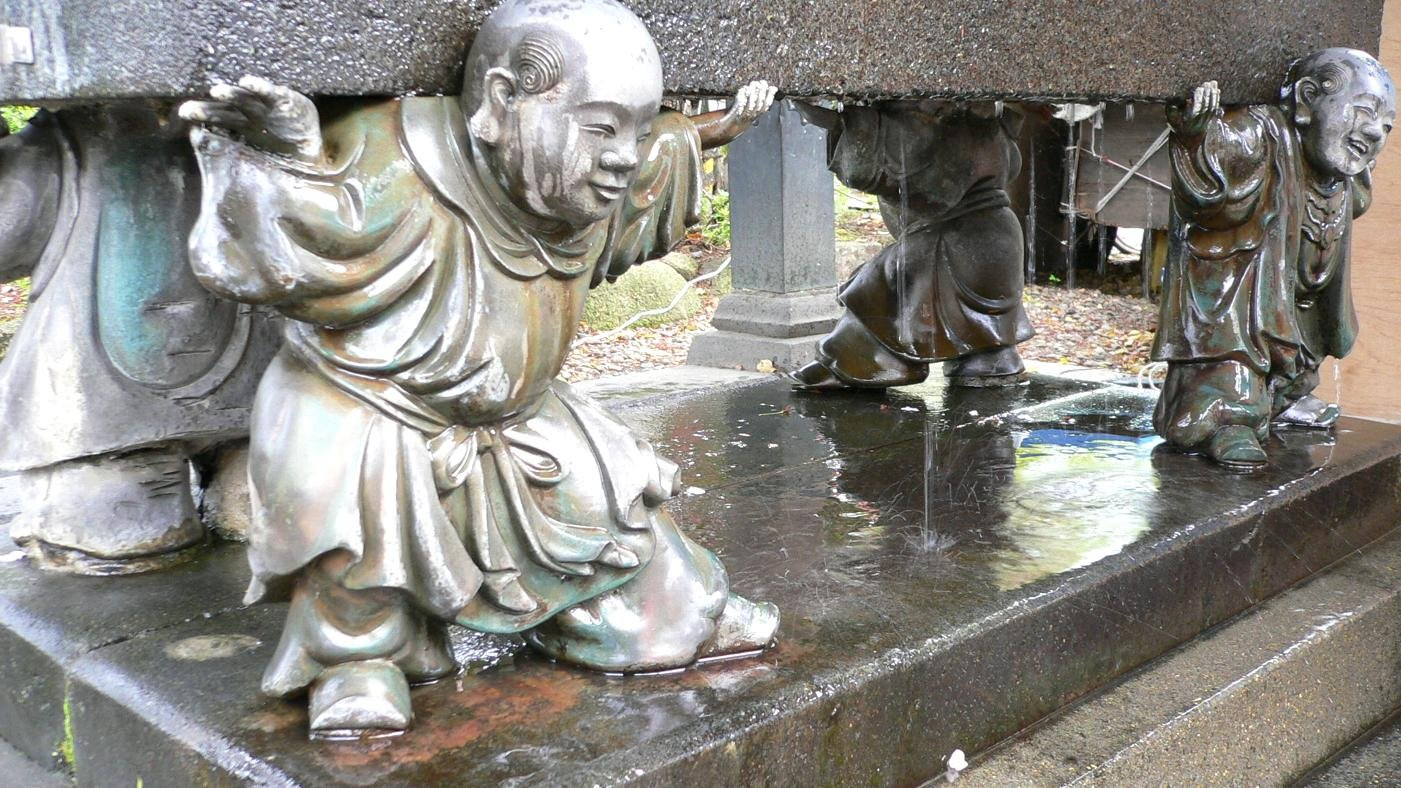
水桶を抱える四人の童子
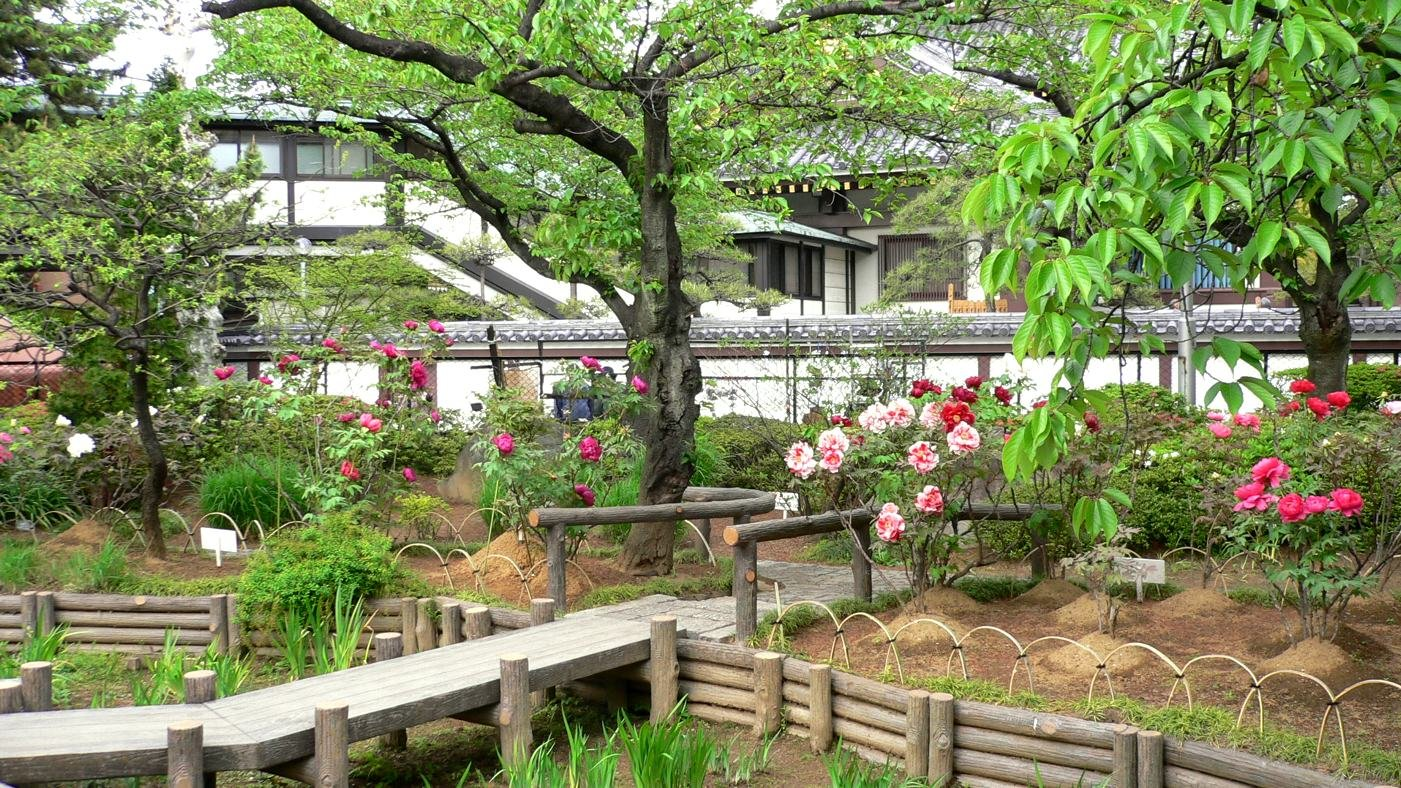
庭園（牡丹開花期の撮影）
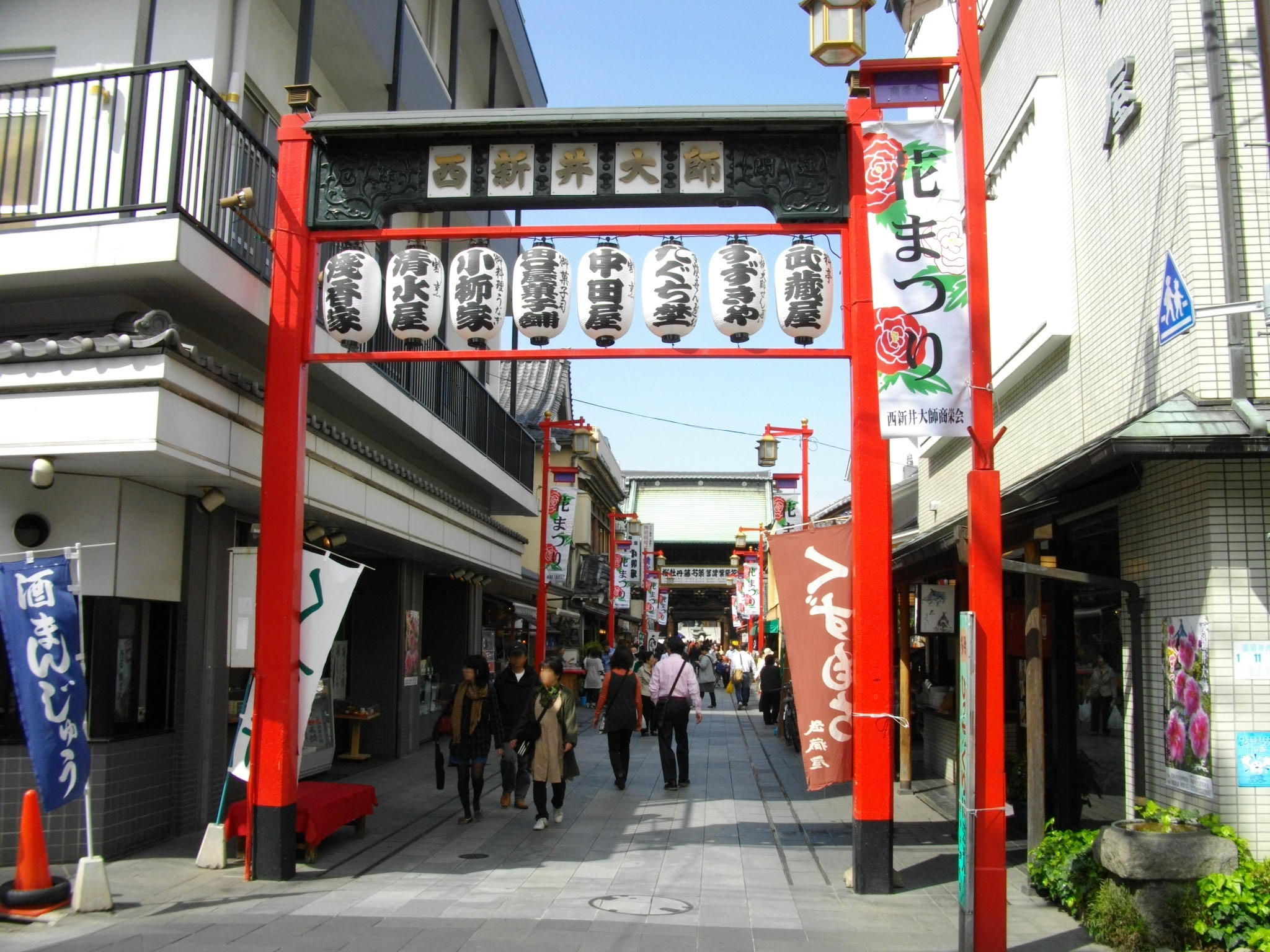
西新井大師参道

## 文化財
国宝

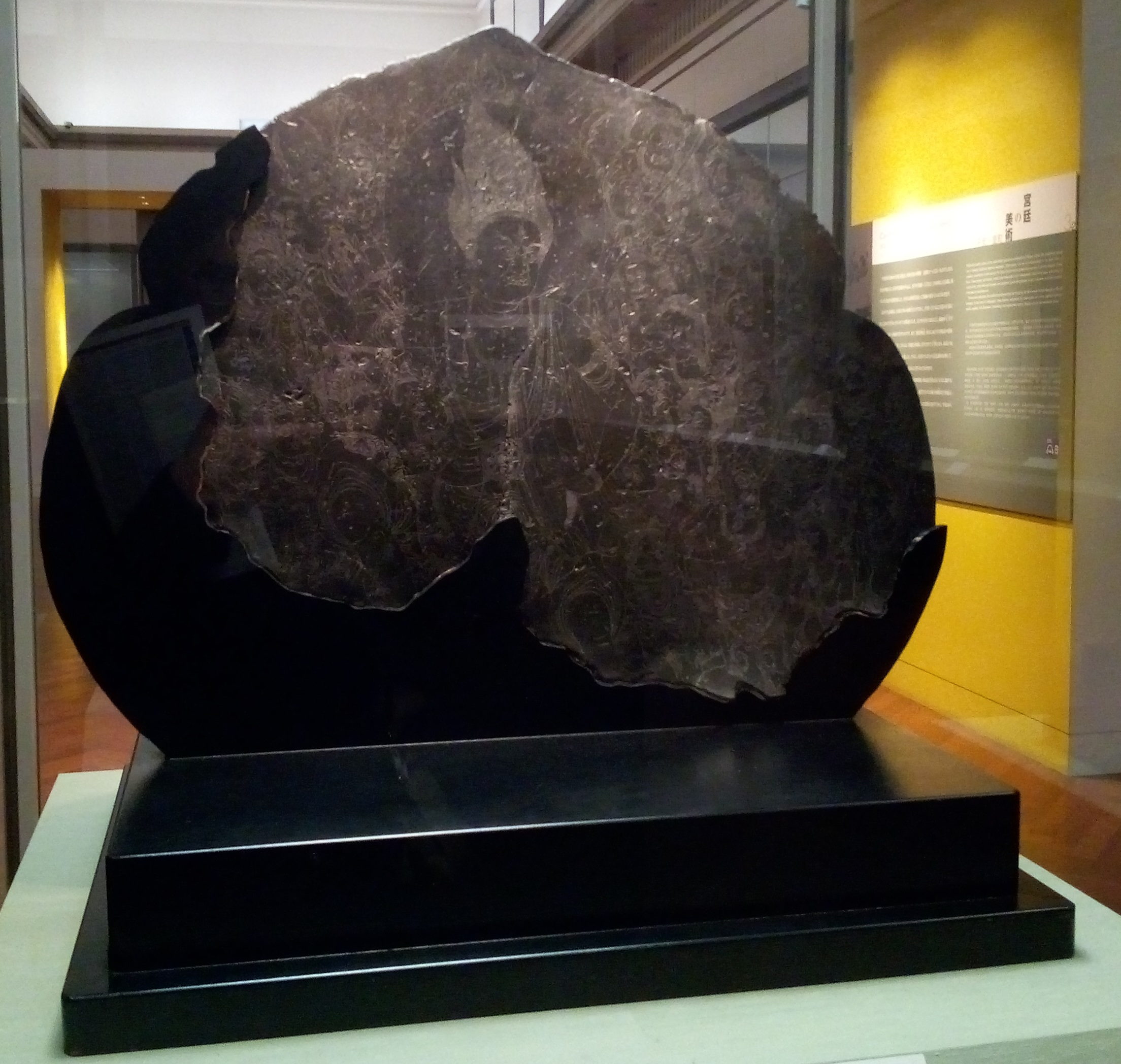
鋳銅刻画蔵王権現像（国宝）。東京国立博物館にて展示。

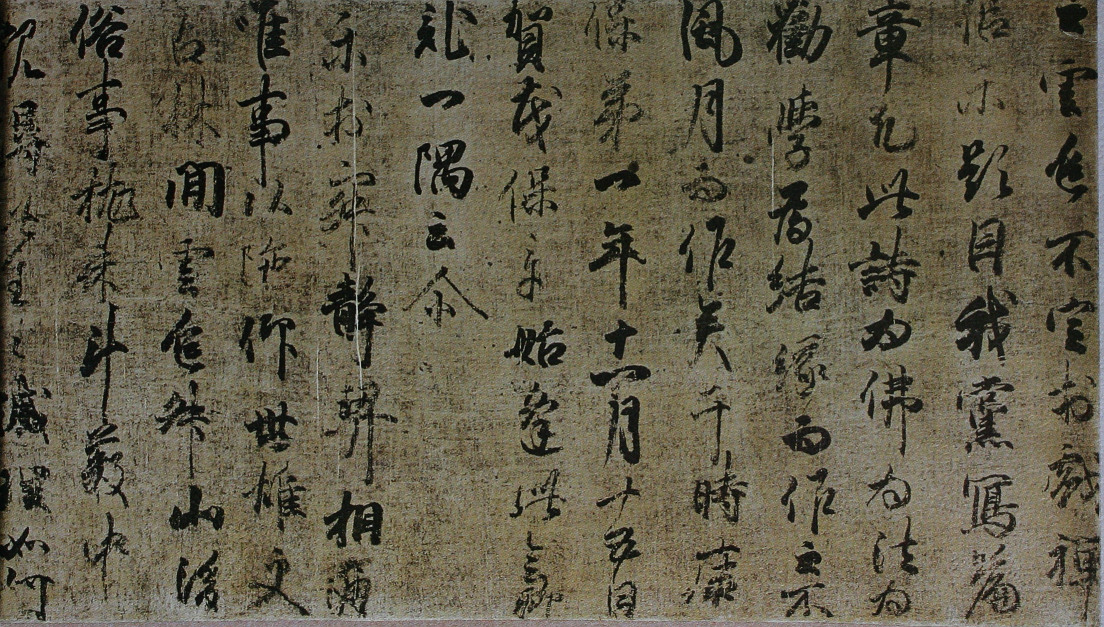
康保元年十一月勧学会記

- 鋳銅刻画蔵王権現像 - 平安時代。東京国立博物館に寄託。

重要文化財
- 絹本著色弘法大師像 - 鎌倉時代
- 絹本著色天台大師像 - 鎌倉時代
- 絹本著色尊勝曼荼羅図 - 鎌倉時代
- 銅鐘（梵鐘） - 高麗時代。遼の乾統7年（1107年）の銘あり。東京国立博物館に寄託。
- 菊蒔絵手箱
- 康保元年十一月勧学会記（綾本） - 平安時代、伝藤原忠通筆

## 交通アクセス
鉄道
- 東武大師線大師前駅下車徒歩3分（経路案内）
- 東京都交通局日暮里・舎人ライナー西新井大師西駅下車徒歩20分（経路案内）

バス
- 都営バス・東武バスセントラル「西新井大師前」下車
- 国際興業バス「西新井大師」下車